# Ořechovičky
Ořechovičky (dříve též Malý Ořechov, německy Klein Urhau) jsou vesnice, dnes součást obce Ořechov v okrese Brno-venkov v Jihomoravském kraji, s jejíž zástavbou jsou zcela spojeny.

## Název
Ořechovičky je zdrobnělina staršího Ořechovice, které bylo odvozeno od osobního jména Ořech. Výchozí tvar Ořechovici byl pojmenováním obyvatel vsi a znamenal "Ořechovi lidé". Ze 16. století je doložena podoba Malé Ořechovičky, z 18. a 19. století též Ořechovičko. Německy se vesnice jmenovala stejně jako sousední Ořechov (nejstarší doklad je Ursechau (1317), z něhož se vyvinulo Urhau), proto na odlišení od něj byl přidáván přívlastek Klein ("Malé"). Vlivem německého jména se v češtině na přelomu 19. a 20. století uvádělo též Malý Ořechov.

## Historie
Ořechovičky patřily od roku 1317 klášteru dominikánek u svaté Anny na Starém Brně. V pozdějších staletích je doložena pečeť Ořechoviček se štítem, na kterém se nachází dva hrozny a mezi nimi vinařský kosíř. Obec byla výrazně poškozena v dubnu 1945 v bitvě u Ořechova. Dne 12. září 1946 došlo ke sloučení Ořechoviček, Ořechova a Tikovic do jedné obce, současného Ořechova. Zpočátku tvořily v rámci obce samostatnou osadu, později však administrativně zanikly. Roku 1971 bylo katastrální území Ořechoviček začleněno do katastru Ořechova.
Ořechovičky se rozkládají na severozápadě až severu současného Ořechova a svým již zrušeným katastrem (3,95 km²) zasahovaly na území dnešního přírodního parku Bobrava. Náležejí k nim ulice Divadelní, Kerendov, Na Kopci, Ořechovičská, Polní, Výhon, části ulic Ježkov, Svadilov, Výstavní a severní strana Tolarovy ulice. V ulicích Ježkov a Svadilov je jejich zástavba srostlá se zástavbou původního Ořechova, Tolarovou ulicí procházela hranice s Tikovicemi, částí Výstavní ulice část hranice s Ořechovem.
Na území Ořechoviček se nachází dvě hospody, dvě samoobsluhy, autobusová zastávka, hasičská zbrojnice a sběrný dvůr.

## Obyvatelstvo
| 1869 | 1880 | 1890 | 1900 | 1910 | 1921 | 1930 | 1950 | 1961 | 1970 | 1980 | 1991 | 2001 | 2011 |
| ---- | ---- | ---- | ---- | ---- | ---- | ---- | ---- | ---- | ---- | ---- | ---- | ---- | ---- |
| 664  | 776  | 839  | 822  | 879  | 919  | 890  | 669  | —    | 747  | 741  | —    | —    | —    |

## Pamětihodnosti
- kaple sv. Cyrila a Metoděje
- kříž
- památník T. G. Masaryka